# Eumichtis adducta
Eumichtis adducta är en fjärilsart som beskrevs av Felder 1872. Eumichtis adducta ingår i släktet Eumichtis och familjen nattflyn. Inga underarter finns listade i Catalogue of Life.